# شون مارشال (لاعب كرة قاعدة)
شون مارشال (بالإنجليزية: Sean Marshall)‏ هو لاعب كرة قاعدة أمريكي، ولد في 30 أغسطس 1982 في ريتشموند في الولايات المتحدة.

## وصلات خارجية
- شون مارشال على موقع دوري كرة القاعدة الرئيسي (الإنجليزية)
- شون مارشال على موقعبيزبول رفرنس.كوم (الدوري الرئيسي) (الإنجليزية)
- شون مارشال على موقعبيزبول رفرنس.كوم (الدوري الثانوي) (الإنجليزية)
- شون مارشال على موقع إي إس بي إن.كوم (أم.أل.بي) (الإنجليزية)
- شون مارشال على موقع مشجعي الرسوم البيانية (الإنجليزية)